# Juf

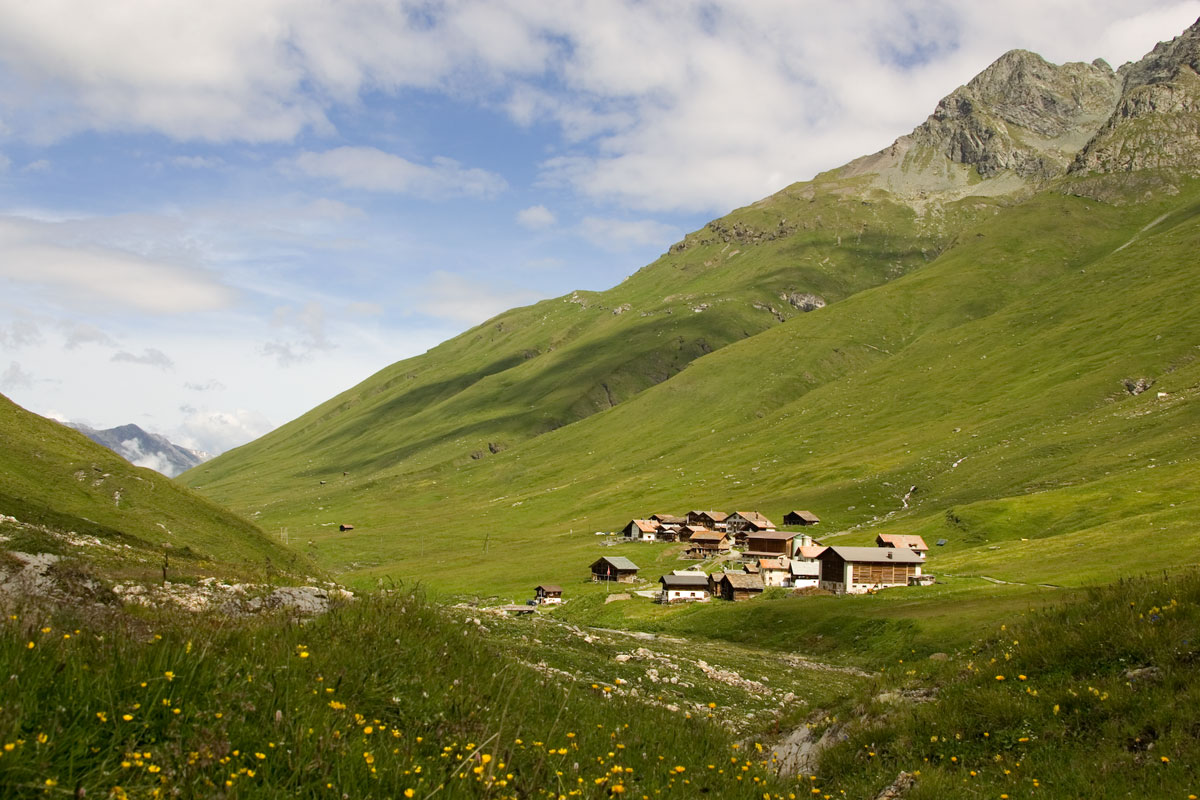
Juf, Avers

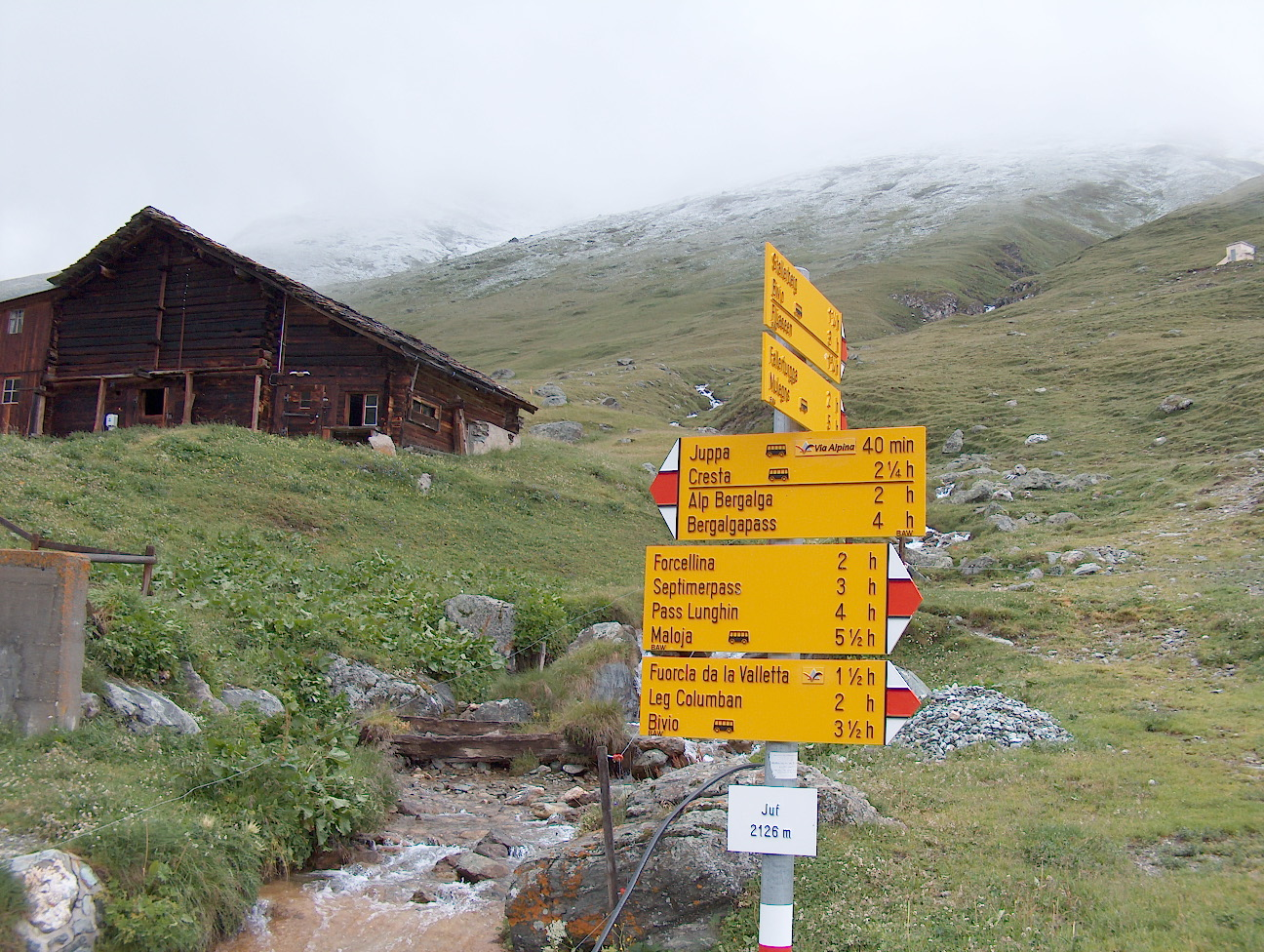
Panou

Juf este o parte a comunității din valea Avers. Se localizează la o altitudine de 2126 de m, aflându-se astfel în etajul alpin. În Juf locuiesc circa 24 de persoane din șase familii. Juf este așzezarea la cea mai mare altitudine din Elveția, care este locuită tot anul.
Nu este sigur dacă Juf este chiar și așezarea la cea mai mare altitudine din toată Europa, care este locuită tot anul. Conform celor mai multe izvoare totuși, Juf este deținătorul acestui record.
Pe lângă cele câte-va case, există în Juf și o serie de localuri și un lagăr pentru turiști. Pe lângă altitudinea sa deosebită, satul este de asemenea interesant ca punct de începere pentru hiking sau ciclism către pasurile Septimer, Splügen, Julier și San Bernardino, către Maloja, Bivio sau în Bergell.